# Memoriaal Prins Karel
Het Memoriaal Prins Karel is een museum gelegen in het Provinciedomein Raversijde in Raversijde, een gehucht ten westen van de Belgische stad Oostende.
Het museum houdt de herinnering levendig aan prins Karel (1903-1983), graaf van Vlaanderen. Na de Tweede Wereldoorlog was prins Karel van 20 september 1944 tot 20 juli 1950 regent van België. Het memoriaal is gevestigd op de plaats waar hij vanaf 1950 tot aan zijn dood meestal verbleef.

## Galerij

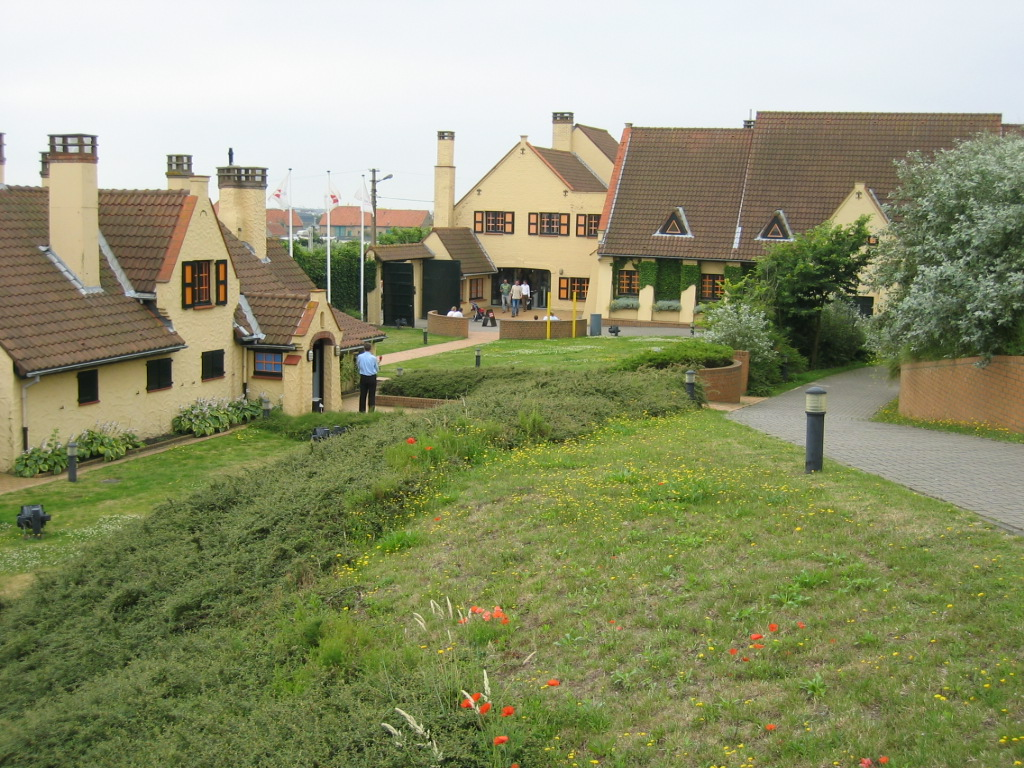
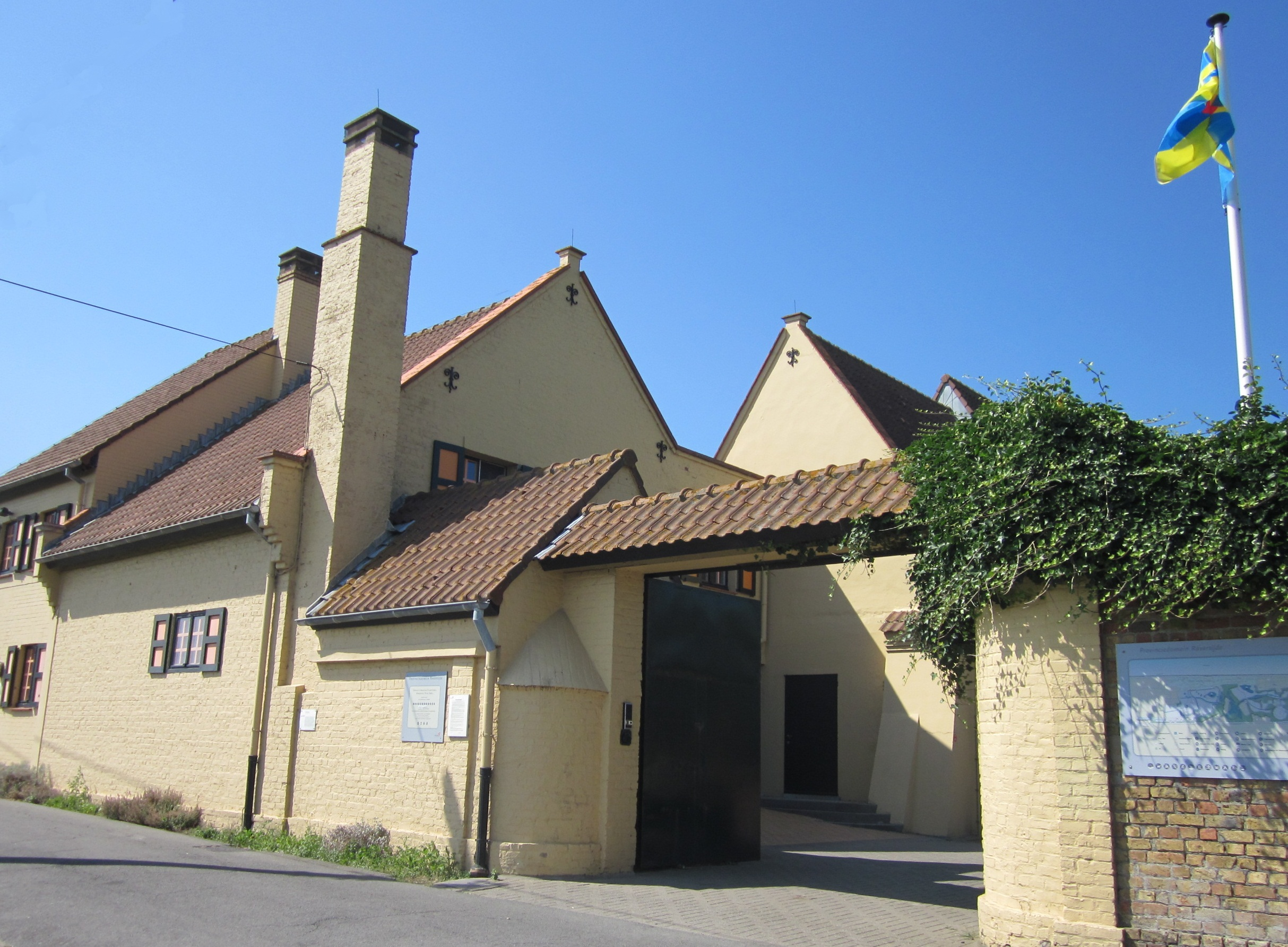